# Øystein Slettemark
Øystein Slettemark (* 20. August 1967 in Rio de Janeiro) ist ein ehemaliger norwegisch-grönländischer Biathlet und Skilangläufer.

## Leben
Øystein Slettemark wurde in Brasilien geboren, wo sein Vater für ein dänisches Unternehmen arbeitete. Als die Familie nach Norwegen zurückkehrte, widmete er sich dem Skilanglauf. Er trat gegen die gleichaltrigen Bjørn Dæhlie und Kristen Skjeldal bei norwegischen Juniorenmeisterschaften an, konnte sich zu dieser Zeit im norwegischen Nationalteam aber nicht durchsetzen. Mangels Perspektive gab er den Langlauf auf, leistete seinen Militärdienst ab und begann danach ein Studium. Während des Studiums in Oslo lernte er die Grönländerin Uiloq Helgesen kennen und die beiden zogen nach ihrer Heirat 1994 nach Nuuk. Zu dieser Zeit begann er wieder mit dem Langlauf, erlitt aber einen Bandscheibenvorfall. Diese Diagnose bedeutete einen Wendepunkt in der sportlichen Karriere, Slettemark intensivierte sein Training, um der Erkrankung zu begegnen. Gleichzeitig entschloss er sich, bei den Skiweltmeisterschaften für Dänemark anzutreten, da er nach fünf Jahren in Grönland die dänische Staatsbürgerschaft annehmen konnte. Im Jahr 2001, nach der Geburt der ersten Tochter, begann Slettemark wie seine Frau Uiloq, die bereits 1994 mit dem Biathlon begann, zusätzlich noch mit dem Biathlontraining. Wie sie tritt er für den örtlichen Verein Nuuk Biathlon an. Er ist zudem Präsident, sie Generalsekretärin von Grønlands Biathlon Forbund, er Nationaltrainer der Herren, sie der Damen. Die Teilnahme an den Olympischen Spielen 2010 in Vancouver gab Slettemark bei einem Interview als Ziel an. Als Biathlet nahm er zwar für den grönländischen Verband am Biathlon-Weltcup und an Weltmeisterschaften teil, die Teilnahme an Olympischen Spielen ist jedoch nur als Däne möglich, da Grönland nicht Mitglied des IOC ist. Das Ehepaar Slettemark pflegt den Kontakt zu den norwegischen Biathleten, besonders zu Ole Einar Bjørndalen, Lars Berger und Alexander Os. Trainingsunterstützung erhält er von Halvard Hanevold und Egil Gjelland.
Slettemarks Tochter Ukaleq Astri wurde 2019 Jugend-Weltmeisterin im Einzel und nahm an den Olympischen Winterspielen 2022 teil. Auch sein Sohn Sondre Slettemark betreibt Biathlon und startet wie seine Schwester im Weltcup.

## Langlauf
Auch nach der olympischen Karriere von Dæhlie und Skjeldal traf Slettemark in Rennen noch auf die beiden. So wurde er beim Skarverennet 2008 nur von Skjeldal geschlagen, Dæhlie hingegen konnte er beim Arctic Circle Race 2004 auf Grönland besiegen. Viermal, 2002, 2004, 2006 und 2007 gewann Slettemark das 160 Kilometer lange Marathonrennen am Polarkreis. 2008 sowie 2010 wurde er Zweiter und 2003 sowie 2009 Dritter; das Rennen 2009 war wegen heftiger Stürme um einen Tag verkürzt worden.
Daneben trat Slettemark für Dänemark seit 2000 gelegentlich bei internationalen Langlaufrennen der FIS an. Ein erster Höhepunkt war die Teilnahme an den Nordischen Skiweltmeisterschaften 2003 in Val di Fiemme, wo er über 50 Kilometer Rang 54 belegte. Bei den Nordischen Skiweltmeisterschaften 2009 in Liberec startete er zu 50 Kilometern im Massenstart, wurde aber von der Spitzengruppe einige hundert Meter vor ihrem Zieleinlauf überrundet und aus dem Rennen genommen. 2013 in Val di Fiemme nahm er zum dritten Mal an den Nordischen Skiweltmeisterschaften teil und startete bei den 15 Kilometern, wo er Platz 88 erzielte.

## Biathlon
Neben dem Langlauf war er auch als Biathlet aktiv. Seit 2001 betrieb er Biathlon und gehörte seitdem dem grönländischen Nationalkader an. Er war der erfolgreichste Biathlet seines Landes in den 2000er Jahren. Zu Beginn der Saison 2001/02 gab Slettemark im Alter von schon 34 Jahren sein Debüt im Biathlon-Weltcup. Im Sprint von Hochfilzen wurde er 113. In den folgenden Rennen konnte er sich fast immer auf zweistelligen Rängen platzieren. Mehrfach machte er auch Abstecher in den Biathlon-Europacup, wo er oftmals Plätze unter den besten 50 erreichte. Die erste seiner bis 2013 neun Teilnahmen an Biathlon-Weltmeisterschaften war 2003 in Chanty-Mansijsk. Im Sprint wurde er 81., im Einzel 84. 2004 in Oberhof war ein 82. Platz im Sprint beste Platzierung. Anschließend belegte er mit Rang 49 im Sprint von Fort Kent seine beste Weltcup-Platzierung. Es war das einzige Mal, dass er sich für eine Verfolgung qualifizieren konnte, in der er jedoch vom Sieger Raphaël Poirée überrundet ausschied. 2007 bei seiner vierten WM in Antholz erreichte Slettemark mit Rang 104 im Einzel sowohl sein schlechtestes, als auch mit Platz 77 im Sprint sein bestes Ergebnis. Bei den Biathlon-Weltmeisterschaften 2009 blieb er mit Platz 103 im Sprint und Platz 97 im Einzel im Rahmen seiner Möglichkeiten. Dort war er nach Athanasios Tsakiris und seiner Frau der älteste Teilnehmer. 2010 konnte er sein erklärtes Ziel, die Teilnahme an den Olympischen Spielen, erreichen. Er wurde als einziger Biathlet vom Nationalen Olympischen Komitee Dänemarks für die Spiele nominiert. Den Sprint beendete er als Vorletzter auf Rang 86, im Einzelrennen wurde Slettemark 88. und Letzter. Die letzten Rennen auf höchster ebene absolvierten seine Frau und er bei den Weltmeisterschaften 2012 in Ruhpolding. Seit 2013 nehmen sie nur noch äußerst sporadisch an Rennen des IBU-Cups teil.

## Biathlon-Weltcup-Platzierungen
Die Tabelle zeigt alle Platzierungen (je nach Austragungsjahr einschließlich Olympische Spiele und Weltmeisterschaften).
- 1.–3. Platz: Anzahl der Podiumsplatzierungen
- Top 10: Anzahl der Platzierungen unter den ersten zehn (einschließlich Podium)
- Punkteränge: Anzahl der Platzierungen innerhalb der Punkteränge (einschließlich Podium und Top 10)
- Starts: Anzahl gelaufener Rennen in der jeweiligen Disziplin

| Platzierung                      | Einzel | Sprint | Verfolgung | Massenstart | Staffel | Gesamt |
| -------------------------------- | ------ | ------ | ---------- | ----------- | ------- | ------ |
| 1. Platz                         |        |        |            |             |         |        |
| 2. Platz                         |        |        |            |             |         |        |
| 3. Platz                         |        |        |            |             |         |        |
| Top 10                           |        |        |            |             |         |        |
| Punkteränge                      |        |        |            |             |         |        |
| Starts                           | 24     | 72     | 1          |             |         | 97     |
| Stand: Ende der Weltcup-Karriere |        |        |            |             |         |        |